# Ajax (Sophokles)

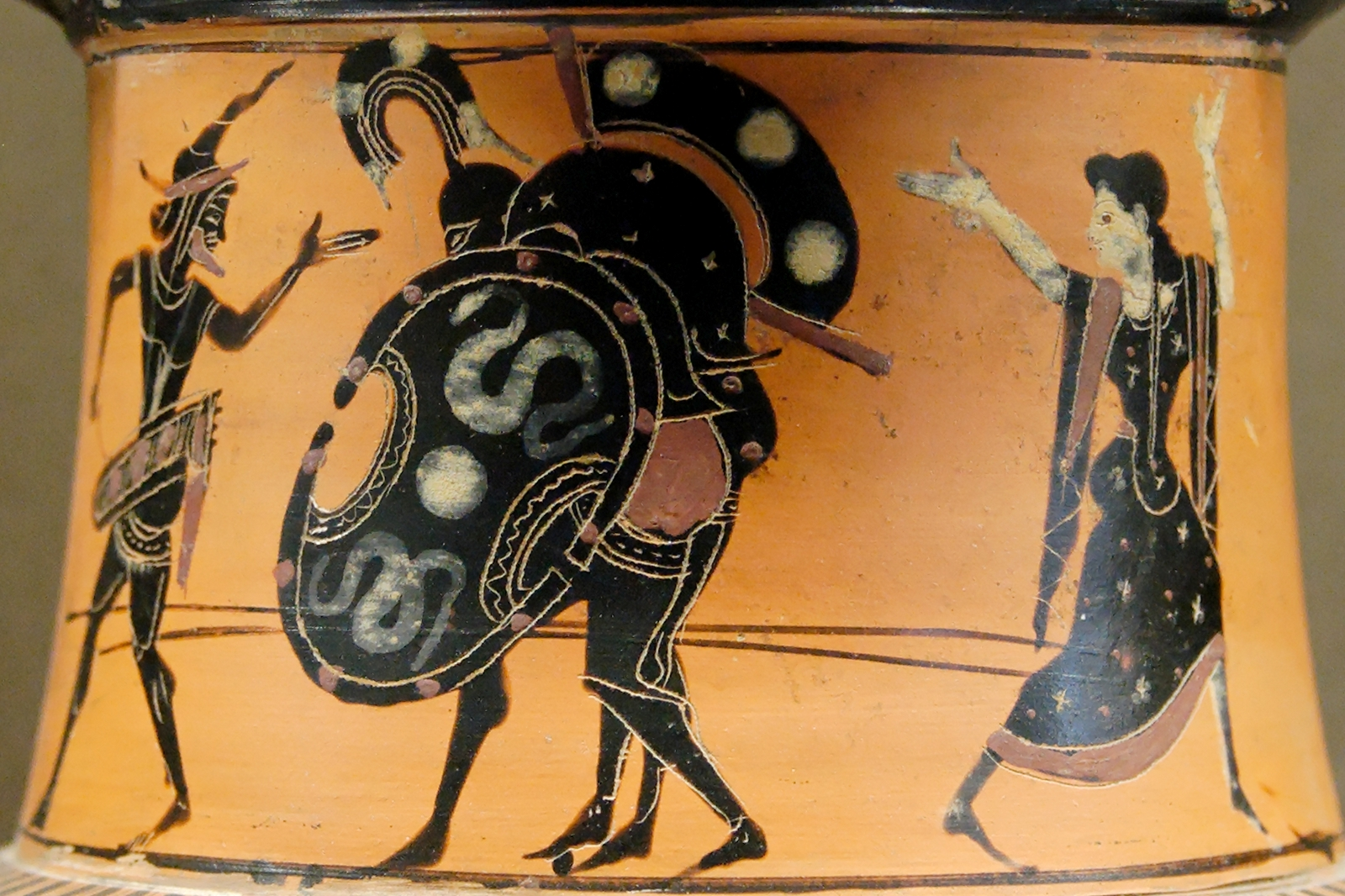
Afbeelding op een Oud-Griekse vaas met Achilleus die het lijk van Ajax draagt

Ajax (Oudgrieks: Ἀίας, Latijn: Ajax) is een Attische tragedie van de Griekse toneeldichter Sofokles. Het stuk werd uitgevoerd circa 442 v.Chr..

## Samenvatting
Na de Val van Troje heeft de held Ajax de nalatenschap van zijn neef Achilleus naar ("de listige") Odysseus zien gaan. Deze miskenning van zijn eer vervult hem zo met haat dat hij de Atreïden en Odysseus wel eigenhandig kan vermoorden.
Om dat te verhinderen slaat de godin Athena Ajax met waanzin, zodat hij een kudde schapen afslacht. Wanneer Ajax badend in bloed weer tot zichzelf komt, kan hij deze schande niet verwerken. De vermaningen van zijn trouwe matrozen (= het koor) noch de liefde van zijn gezin kunnen hem ervan weerhouden zelfmoord te plegen.
De corrupte Atreïden weigeren het lijk de laatste militaire eer te bewijzen. Als Ajax' broer Teukros heftig verzet aantekent tegen dit machtsmisbruik, wordt hij onverwachts bijgetreden door Odysseus: samen zullen zij het verbod van de Atreïden negeren.

## Nederlandse vertalingen
- 1881 – J. van Leeuwen – Aias
- 1903 – L.A.J. Burgersdijk – Aiax
- 1932 – Bertus van Lier – Aias
- 1960 – J. van IJzeren – Aiax
- 1968 – Alfons Goris – Ajax: scenario voor veertien lichamen en stemmen (bewerking)
- 1970 – Emiel De Waele – Aiax
- 1987 – Robert Auletta en Klaas Tindemans – Ajax (bewerking)
- 1989 – Jan Pieters – Aiax
- 1991 – Johan Boonen en Ivo Van Hove – Ajax/Antigone
- 1998 – Gerard Koolschijn en C.M.J. Sicking – Aias
- 2004 – Hein van Dolen – Ajax

## Adaptatie
- 2005, Noord Nederlands Toneel. Een moderne interpretatie van Sofokles' Aias, waarin Srebenicaveteranen het koor vormen en afsluiten met een relaas over hun ervaringen in Bosnië.